# 第5屆日本電影學院獎
第5回日本電影學院獎于1982年2月18日发布并颁奖。

## 最優秀作品奖
- 《車站(電影)（日语：駅_STATION）》

### 優秀作品奖
- 《亂世浮生(日本)（日语：ええじゃないか (映画)）》
- 《謀殺下山事件（日语：日本の熱い日々_謀殺・下山事件）》
- 《泥河(電影)（日语：泥の河）》
- 《遠雷（日语：遠雷）》

## 最優秀監督奖
- 小栗康平（《泥河(電影)（日语：泥の河）》）

### 優秀監督奖
- 今村昌平（《亂世浮生(日本)（日语：ええじゃないか (映画)）》）
- 熊井啓（《謀殺下山事件（日语：日本の熱い日々_謀殺・下山事件）》）
- 根岸吉太郎（日语：根岸吉太郎）（《遠雷（日语：遠雷）》、《瘋狂的果實（日语：狂った果実_(小説)）》）
- 降旗康男（日语：降旗康男）（《車站(電影)（日语：駅_STATION）》、《仕掛人梅安（日语：仕掛人・藤枝梅安）》）

## 最優秀脚本奖
- 倉本聰（日语：倉本聰）（《車站(電影)（日语：駅_STATION）》）

### 優秀脚本奖
- 荒井晴彦（日语：荒井晴彦）（《遠雷（日语：遠雷）》、《啊！女人，猥歌嗚呼!（日语：おんなたち・猥歌）》）
- 菊島隆三（日语：菊島隆三）（《謀殺下山事件（日语：日本の熱い日々_謀殺・下山事件）》）
- 重森孝子（日语：重森孝子）（《泥河(電影)（日语：泥の河）》）
- 田中陽造（日语：田中陽造）（《陽炎座》、《完全犯罪》、《仕掛人梅安（日语：仕掛人・藤枝梅安）》、《女教師骯髒的午候（日语：女教師 汚れた放課後）》）

## 最優秀主演男優奖
- 高仓健（《車站(電影)（日语：駅_STATION）》）

### 優秀主演男優奖
- 渥美清（《男人真命苦第26集：寅次郎海鷗之歌》、《男人真命苦第27集：浪花之戀》）
- 緒形拳（《北齋漫畫》）
- 永島敏行（《遠雷（日语：遠雷）》）
- 水谷豊（《幸福(電影)（日语：幸福_(1981年の映画)）》）

## 最優秀主演女優奖
- 松坂慶子（《青春之門：自立篇(1981年版)（日语：青春の門）》、《男人真命苦第27集：浪花之戀》）

### 優秀主演女優奖
- 石田繪里（日语：石田えり）（《遠雷（日语：遠雷）》）
- 岩下志麻（《惡靈島（日语：悪霊島）》）
- 倍賞千惠子（《車站(電影)（日语：駅_STATION）》）
- 桃井薰（《亂世浮生(日本)（日语：ええじゃないか (映画)）》）

## 最優秀助演男優奖
- 中村嘉葎雄（日语：中村嘉葎雄）（《陽炎座》、《完全犯罪》、《仕掛人梅安（日语：仕掛人・藤枝梅安）》、《銀白色的勳章ブリキの勲章（日语：銀白色的勳章ブリキの勲章）》）

### 優秀助演男優奖
- 石橋蓮司（《野獸們的熟睡（日语：獣たちの熱い眠り）》、《魔性之夏（日语：魔性の夏）》）
- 宇崎龍童（《車站(電影)（日语：駅_STATION）》、《先生、太太、小姐、孤獨（日语：ミスター・ミセス・ミスロンリー）》）
- 約翰尼大倉（日语：ジョニー大倉）（《遠雷（日语：遠雷）》）
- 西田敏行（《北斋漫画》）

## 最優秀助演女優奖
- 田中裕子（北斋漫画》、《亂世浮生(日本)（日语：ええじゃないか (映画)）》）

### 優秀助演女優奖
- 石田良子（《車站(電影)（日语：駅_STATION）》）
- 加賀真理子（《泥河(電影)（日语：泥の河）》、《阳炎座》、《完全犯罪》）
- 烏丸節子（《車站(電影)（日语：駅_STATION）》）
- 岸本加世子（日语：岸本加世子）（《{link-ja|惡靈島|悪霊島}}》）

## 最優秀音楽奖
- 宇崎龍童（《車站(電影)（日语：駅_STATION）》）

### 優秀音楽奖
- 井上堯之（日语：井上堯之）（《遠雷（日语：遠雷）》）
- 佐藤勝（日语：佐藤勝）（《謀殺下山事件（日语：日本の熱い日々_謀殺・下山事件）》、《子供のころ戦争があった（日语：子供のころ戦争があった）》）
- 林光（《北斋漫画》、《日本愛樂樂團的故事：第五樂章（日语：日本フィルハーモニー物語炎の第五楽章）》）
- 南佳孝（《スローなブギにしてくれ（日语：スローなブギにしてくれ）》）

## 最優秀摄影奖
- 安藤庄平（日语：安藤庄平）（《泥河(電影)（日语：泥の河）》）

### 優秀摄影奖
- 木村大作（日语：木村大作）（《車站(電影)（日语：駅_STATION）》）
- 中尾駿一郎（日语：中尾駿一郎）（《謀殺下山事件（日语：日本の熱い日々_謀殺・下山事件）》）
- 永塚一栄（日语：永塚一栄）《阳炎座》）
- 姫田真左久（日语：姫田真左久）（《亂世浮生(日本)（日语：ええじゃないか (映画)）》）

## 最優秀照明奖
- 島田忠昭（日语：島田忠昭）（《泥河(電影)（日语：泥の河）》）

### 優秀照明奖
- 望月英樹（《車站(電影)（日语：駅_STATION）》）
- 岡本健一（《謀殺下山事件（日语：日本の熱い日々_謀殺・下山事件）》）
- 大西美津男（《阳炎座》）
- 岩木保夫（《亂世浮生(日本)（日语：ええじゃないか (映画)）》）

## 最優秀美術奖
- 井川徳道、佐野義和（《魔界轉生》）

### 優秀美術奖
- 朝倉摂（《悪霊島》）
- 木村威夫（《謀殺下山事件（日语：日本の熱い日々_謀殺・下山事件）》）
- 佐谷晃能（《亂世浮生(日本)（日语：ええじゃないか (映画)）》）
- 樋口幸男（《車站(電影)（日语：駅_STATION）》）

## 最優秀録音奖
- 田中信行（《車站(電影)（日语：駅_STATION）》）

### 優秀録音奖
- 中山茂二（《魔界轉生》、《仕掛人梅安》）
- 西崎英雄（《泥河(電影)（日语：泥の河）》、《悪霊島》）
- 紅谷愃一（《謀殺下山事件（日语：日本の熱い日々_謀殺・下山事件）》）
- 吉田庄太郎（《亂世浮生(日本)（日语：ええじゃないか (映画)）》）

## 最優秀外国作品奖
- 《铁皮鼓》

### 優秀外国作品奖
- 《战火浮生录（英语：Les Uns et les Autres）》
- 《Being There》
- 《象人》
- 《凡夫俗子》

## 新人俳優奖
- 佐藤浩市（《青春の門》）
- 真田廣之（《魔界轉生》、《吼えろ鉄拳》、《冒険者カミカゼ（《青春の門》）
- 中井貴一（《連合艦隊》）
- 石田えり（《遠雷》）
- かとうかずこ（《なんとなくクリスタル》）
- 田中裕子（《北斋漫画》、《亂世浮生(日本)（日语：ええじゃないか (映画)）》）

## 話題奖
- 作品部門：《水手服與機關槍》
- 俳優部門：藥師丸博子（《水手服與機關槍》）